# Elecciones presidenciales de Tayikistán de 1991
Elecciones presidenciales se celebraron por primera vez en Tayikistán el 24 de noviembre de 1991. El resultado fue una victoria para Rahmon Nabiyev del Partido Comunista de Tayikistán, que obtuvo el 56,9% de los votos. La participación electoral fue del 84.6%.

## Resultados
| Candidato             | Partido                                         | Votos     | %     |
| --------------------- | ----------------------------------------------- | --------- | ----- |
| Rahmon Nabiyev        | Partido Comunista de Tayikistán                 | 1,321,189 | 60.44 |
| Davlat Khudonazarov   | Partido Democrático de Tayikistán               | 678,461   | 31.04 |
| Davlat Usmon          | Partido del Renacimiento Islámico de Tayikistán | 101,146   | 4.63  |
| Abdujabbor Takhir     | Rastokhez                                       | 28,963    | 1.32  |
| Yussuf Shodmon        | Partido Democrático de Tayikistán               | 11,863    | 0.54  |
| Akbar Turajonzoda     | Independiente                                   | 8,273     | 0.24  |
| Votos nulos/en blanco | Votos nulos/en blanco                           |           | –     |
| Total                 | Total                                           | 2,257,476 | 100   |
| Fuente: Nohlen et al. |                                                 |           |       |